# Гайден (Айдахо)
Гайден (англ. Hayden) — місто в окрузі Кутенай, штат Айдахо, США. Згідно з переписом 2010 року населення становило 13 294 особи, що на 4135 осіб більше, ніж 2000 року.

## Географія
Гайден розташований за координатами 47°46′5″ пн. ш. 116°48′10″ зх. д. / 47.76806° пн. ш. 116.80278° зх. д. (47.768074, -116.802741).  За даними Бюро перепису населення США в 2010 році місто мало площу 24,89 км², з яких 24,87 км² — суходіл та 0,01 км² — водойми. В 2017 році площа становила 26,96 км², з яких 26,92 км² — суходіл та 0,04 км² — водойми.

## Демографія

### Перепис 2010 року
За даними перепису 2010 року, у місті проживало 13 294 осіб у 5 212 домогосподарствах у складі 3 645 родин. Густота населення становила 534,7 ос./км². Було 5 563 помешкання, середня густота яких становила 223,7/км². Расовий склад міста: 95,1 % білих, 0,2 % афроамериканців, 0,9 % індіанців, 0,9 % азіатів, 0,1 % тихоокеанських остров'ян, 0,7 % інших рас, а також 2,1 % людей, які зараховують себе до двох або більше рас. Іспанці та латиноамериканці незалежно від раси становили 4,2 % населення.
Із 5 212 домогосподарств 33,6 % мали дітей віком до 18 років, які жили з батьками; 55,6 % були подружжями, які жили разом; 9,5 % мали господиню без чоловіка; 4,8 % мали господаря без дружини і 30,1 % не були родинами. 24,9 % домогосподарств складалися з однієї особи, у тому числі 12,8 % віком 65 і більше років. У середньому на домогосподарство припадало 2,54 мешканця, а середній розмір родини становив 3,01 особи.
Середній вік жителів міста становив 39,4 року. Із них 25,6 % були віком до 18 років; 7,1 % — від 18 до 24; 25 % від 25 до 44; 25,1 % від 45 до 64 і 17,2 % — 65 років або старші. Статевий склад населення: 48,3 % — чоловіки і 51,7 % — жінки.
Середній дохід на одне домашнє господарство  становив 63 172 долари США (медіана — 56 386), а середній дохід на одну сім'ю — 72 142 долари (медіана — 66 096). Медіана доходів становила 40 927 доларів для чоловіків та 31 148 доларів для жінок. За межею бідності перебувало 5,9 % осіб, у тому числі 3,6 % дітей у віці до 18 років та 8,4 % осіб у віці 65 років та старших.
Цивільне працевлаштоване населення становило 6530 осіб. Основні галузі зайнятості: освіта, охорона здоров'я та соціальна допомога — 22,0 %, роздрібна торгівля — 15,6 %, мистецтво, розваги та відпочинок — 13,2 %.

### Перепис 2000 року
Згідно з переписом 2000 року, у місті проживало 9 159 осіб у 3 501 домогосподарствах у складі 2 562 родин. Густота населення становила 450,5 ос./км². Було 3 714 помешкань, середня густота яких становила 182,7/км². Расовий склад міста: 96,09 % білих, 0,19 % афроамериканців, 0,76 % індіанців, 0,55 % азіатів, 0,08 % тихоокеанських остров'ян, 0,94 % інших рас і 1,40 % людей, які зараховують себе до двох або більше рас. Іспанці та латиноамериканці незалежно від раси становили 2,43 % населення.
Із 3 501 домогосподарства 36,9 % мали дітей віком до 18 років, які жили з батьками; 60,3 % були подружжями, які жили разом; 9,1 % мали господиню без чоловіка, і 26,8 % не були родинами. 21,6 % домогосподарств складалися з однієї особи, у тому числі 9,5 % віком 65 і більше років. У середньому на домогосподарство припадало 2,60 мешканця, а середній розмір родини становив 3,04 особи.
Віковий склад населення: 27,6 % віком до 18 років, 7,4 % від 18 до 24, 30,3 % від 25 до 44, 21,2 % від 45 до 64 і 13,5 % років і старші. Середній вік жителів — 35 років. Статевий склад населення: 48,7 % — чоловіки і 51,3 % — жінки.
Середній дохід домогосподарств у місті становив $37 097, родин — $40 875. Середній дохід чоловіків становив $35 339 проти $21 388 у жінок. Дохід на душу населення в місті був $16 387. Приблизно 5,8 % родин і 9,2 % населення перебували за межею бідності, включаючи 13,5 % віком до 18 років і 4,5 % від 64 і старших.